# Football Club Tevragh Zeïna
Maillots
Actualités
Le Football Club Tevragh Zeïna (en arabe : نادي تفرغ زينة لكرة القدم), plus couramment abrégé en FC Tevragh Zeïna, est un club mauritanien de football fondé en 1999 et basé à Tevragh Zeïna, banlieue de Nouakchott. Créé en 1999 par Moussa Khairy sous le nom du FC Khairy, le club change de nom en 2005 pour FC Tevragh Zeina. Il est l'un des plus jeunes clubs mauritaniens à évoluer en Première Division nationale.

## Histoire
En 2009, quatre ans après la refondation du club, le FC Tevragh Zeina parvient à se qualifier en finale de la Coupe de Mauritanie, battu par l'ASAC Concorde aux tirs au but (5-4). L'année suivante, le club se qualifie de nouveau en finale de cette compétition et la remporte en s'imposant largement contre le club d'École Feu Mini sur le score de trois buts à zéro. C'est le premier titre de l'histoire du club, suivi par la Supercoupe de Mauritanie gagnée le 28 novembre 2010 contre le vainqueur du championnat, le CF Cansado. L'année 2010 a été sans doute la meilleure pour ce club car il a gagné deux titres et a rivalisé avec le CF Cansado jusqu'à la dernière journée du championnat et s'est retrouvé deuxième au classement à un point du leader.
La victoire en coupe de Mauritanie a permis au club de se qualifier pour le tour préliminaire de la Coupe de la Confédération. Le FC Tevragh Zeina a été le premier club mauritanien à passer le premier tour de la compétition depuis 1993, en s'imposant à Bamako contre l'AS Real Bamako (1-0) après le match nul 0-0 à Nouakchott. Au 2e tour, le FC Tevragh Zeïna a été battu à Tizi Ouzou par la JS Kabylie (0-1), au match retour, il s'est incliné (1-2) et est ainsi éliminé.
Malick Ould Limam Malik, fils de Abdallahi, fut désigné trois ans de suite, meilleur joueur de l'équipe et deux ans de suite meilleur joueur du tournoi.
Au niveau international, le club parvient au 2e tour de la Coupe de la confédération de 2011.

## Palmarès
| \| - Championnat de Mauritanie (3) : - Champion : 2011-12, 2014-15 et 2015-16. - Vice-champion : 2010, 2010-11, 2016-17, 2019-20 et 2020-21. - Coupe de Mauritanie (5) : - Vainqueur : 2010, 2010-11, 2011-12, 2015-16 et 2019-20. - Finaliste : 2009, 2016-17, 2020-21. \| \| - Supercoupe de Mauritanie (3) : - Vainqueur : 2010, 2015 et 2016. - Finaliste : 2011 et 2012. \| |  |                                                                                                |
| - Championnat de Mauritanie (3) : - Champion : 2011-12, 2014-15 et 2015-16. - Vice-champion : 2010, 2010-11, 2016-17, 2019-20 et 2020-21. - Coupe de Mauritanie (5) : - Vainqueur : 2010, 2010-11, 2011-12, 2015-16 et 2019-20. - Finaliste : 2009, 2016-17, 2020-21. |  | - Supercoupe de Mauritanie (3) : - Vainqueur : 2010, 2015 et 2016. - Finaliste : 2011 et 2012. |

## Personnalités du club

### Présidents du club
- Moussa Ould Khairi

### Entraîneurs du club
- Birama Gaye

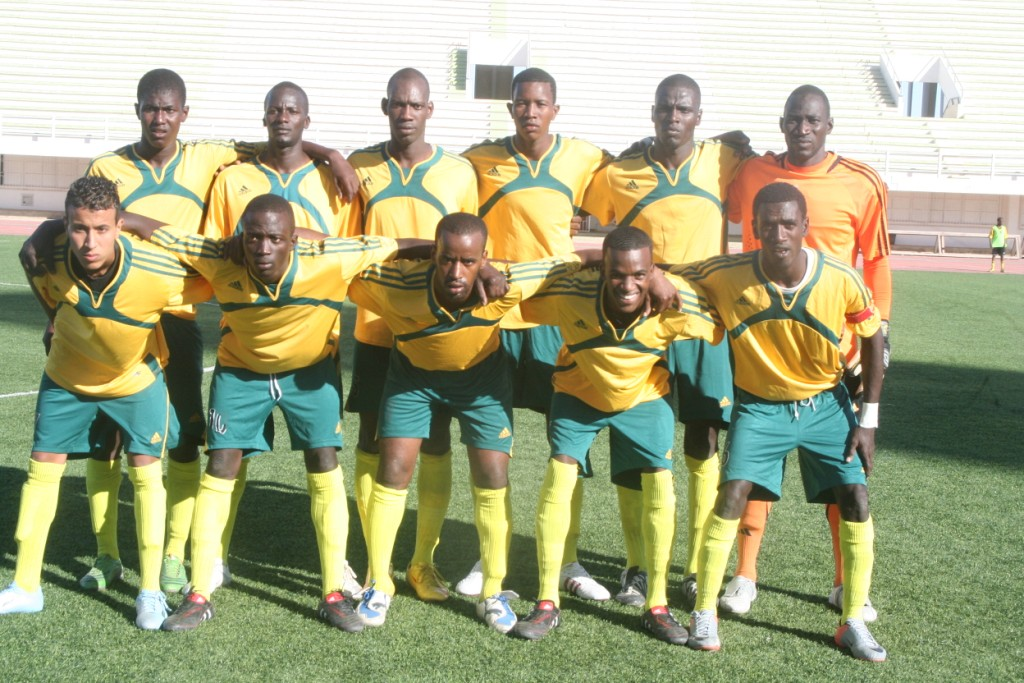
L'équipe en décembre 2010